# Vicenç Caraltó

Vicenç Caraltó (Barcelona, 1936 - Barcelona, 1995) fue un pintor, dibujante y grabador español.

## Biografía
Recibió las primeras nociones técnicas siendo aún muy niño, de su abuela y de sus hermanos; ellos fueron quienes le enseñaron a dibujar. A partir de los 12 años de edad, empezó a acudir al taller de dibujo del natural del "Cercle Artístic de Sant Lluc" al tiempo que asistía a las clases de la Academia Baixas.
En 1945 ingresó en Bellas Artes donde completó su proceso de aprendizaje como discípulo de Francesc Labarta, de quien guardó un recuerdo entrañable tanto por sus cualidades artísticas como por sus virtudes humanas, hasta el punto de considerarlo su verdadero maestro.
En 1959 celebró su 1ª Exposición individual que tuvo lugar en el Ateneo Barcelonés, y al año siguiente, becado por el Instituto Francés de Barcelona, a través del "Cercle Maillol", se trasladó a París, ciudad en la que amplió sus estudios artísticos.
En aquella etapa inicial de su trayectoria pictórica, su obra se hallaba adscrita a un figurativismo de corte clásico, muy influido por Amedeo Modigliani y Bernard Buffet. Posteriormente atravesó otra etapa, esta de honda influencia picassiana y evolucionó hasta alcanzar la madurez.
En 1964 se presentó en Madrid (Galería Atril), por aquel entonces su obra figuraba ya en exposiciones colectivas de Europa y América.
De entre su amplia obra gráfica, se destaca su labor como ilustrador de poesía: María Castañé, Esperanza Navarro, Maite Lafontana y Salvador Espriu, son autores cuya obra poética ilustró.

## Becas y premios
- 1960 - Beca del Cercle Mallol del Instituto Francés de Barcelona para estudiar en París.
- 1961 - 1º Premio del Concurso Laboral del SEU
- 1961 - 3º Premio del Concurso “Les Rambles de Barcelona per els seus artistes”.
- 1970 - 2º Premio Exposición Ciudad de L’Hospitalet.
- 1984 - 3º Premio Exposición de Grabado de la Ciudad de Siracusa (Italia).

## Obra
Sus trabajos se basaban principalmente en el cuerpo humano, basándose en una técnica de dibujo muy precisa, de excelente ilustración, con una cierta influencia picassiana en la expresión de ideas e imágenes de contenido simbólico. En sus trabajos de diseñador muestra un contrapunto más decorativo. También realizó diversas ilustraciones para libros y teatro.

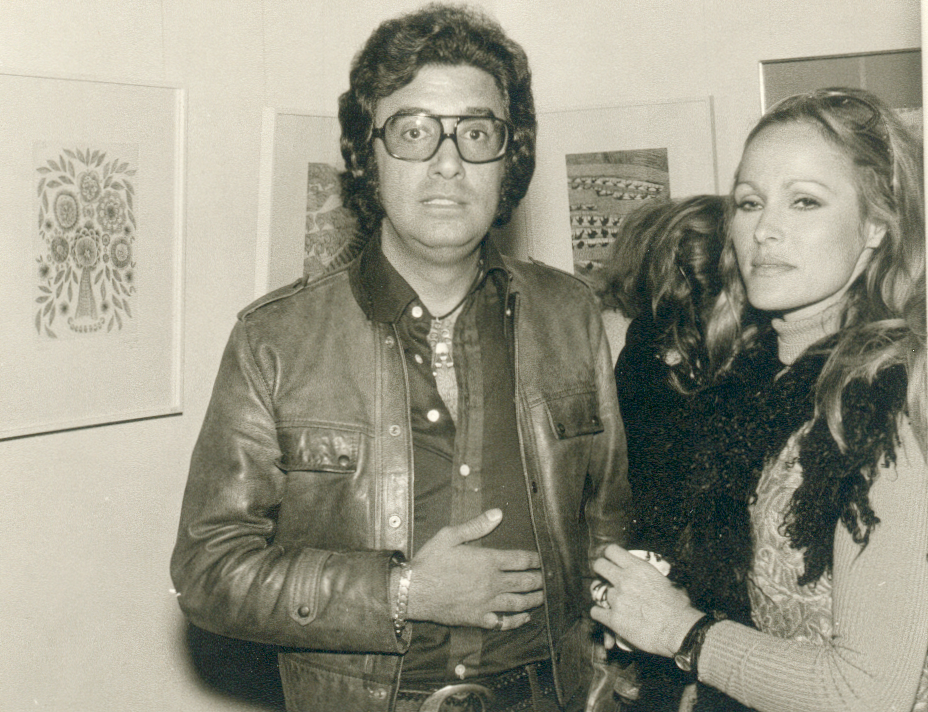
Ursula Andress y Vicenç Caraltó en la Galería Elmyr de Ibiza

## Museos
- 1963 - Adquisición de obra por el Museo de Arte Moderno de Barcelona.
- 1971 - Adquisición de obra por el Museo de Arte Moderno de Ibiza.
- 1971 - Adquisición de obra por el Museo de Arte Moderno de Vilanova i la Geltrú.
- 1988 - Adquisición para el Archivo del Departamento de Grabado, Mapas y Estampas de la Biblioteca de Cataluña de Barcelona, de toda la obra Gráfica y manuscrita para Narradores, Críticos y Poetas, procedente de la Exposición "CARALTÓ, 25 anys de feina", celebrada en Barcelona el año 1986.